# Új zsidó temető (Prága)
Az Új zsidó temető (csehül: Nový židovský hřbitov) a prágai Žižkov városrészben található és 1890-ben hozták létre, amikor a prágai Régi zsidó temetőben elfogyott a hely. Körülbelül tízszer nagyobb, mint a Régi zsidó temető, és hozzávetőlegesen 100 000 sírra tervezték. Egy külön terület jelöltek ki az urnák számára, bár a zsidó hagyomány nem teszi lehetővé a hamvasztást. A temetőt ma is használják, és a Prágai Zsidó Hitközség üzemelteti.
A temető számos szecessziós emlékművéről nevezetes, többek között a Perutz család sírköveiről, amelyek Jan Kotěra alkotásai, illetve Max Horb pávát formázó emlékműve, amelyet Jan Štursa készített. Az egyik díszesebb sír a Waldes családé; a sírt két büszt díszíti, melyek Josef Václav Myslbek cseh szobrász, a Vencel téri Szent Vencel-szobor készítőjének utolsó alkotásai.
A temetőt a kommunista rendszer meggyalázta, és a területén rádiótornyot épített. A temető sírköveit széttörték, hogy felhasználhassák őket a Vencel tér 1980-as évekbeli felújításakor. A 2010-es évek végén megkezdett újbóli felújítás során derült fény arra, hogy valóban több kő a temetőből származik.

## Itt eltemetett nevezetes személyek
- Franz Kafka
- Arne Laurin
- Arnošt Lustig
- Jiří Orten
- Ota Pavel
- Vilém Flusser
- Max Brod

## Fordítás
- Ez a szócikk részben vagy egészben  a   New Jewish Cemetery, Prague című angol Wikipédia-szócikk ezen változatának fordításán alapul.  Az eredeti cikk szerkesztőit annak laptörténete sorolja fel. Ez a jelzés csupán a megfogalmazás eredetét és a szerzői jogokat jelzi, nem szolgál a cikkben szereplő információk forrásmegjelöléseként.